# Long Thành, Vĩnh Long
Long Thành là một xã thuộc tỉnh Vĩnh Long, Việt Nam.

## Địa lý
Xã Long Thành có vị trí địa lý: 
- Phía đông giáp phường Duyên Hải.
- Phía tây giáp xã Long Vĩnh.
- Phía nam giáp xã Đông Hải.
- Phía bắc giáp xã Ngũ Lạc.

Xã Long Thành có diện tích 51,51 km², dân số năm 2025 là 15.429 người, mật độ dân số đạt 299 người/km²..

## Hành chính
Thị trấn Long Thành được chia thành 6 khóm: 1, 2, 3, 4, 5, 6.

## Lịch sử
Thị trấn Long Thành được thành lập vào ngày 8 tháng 6 năm 2011 trên cơ sở điều chỉnh 516,22 ha diện tích tự nhiên và 7.147 nhân khẩu của xã Long Khánh.
Ngày 16 tháng 6 năm 2025, Ủy ban Thường vụ Quốc hội ban hành Nghị quyết số 1687/NQ-UBTVQH15 về việc sắp xếp các đơn vị hành chính cấp xã của tỉnh Vĩnh Long năm 2025. Theo đó, sắp xếp toàn bộ diện tích tự nhiên, quy mô dân số của thị trấn Long Thành và xã Long Khánh thành xã có tên gọi là xã Long Thành.
Sau khi sáp nhập, xã Long Thành có 51,51 km² diện tích tự nhiên và dân số 15.429 người.